# Peculium
Il peculium è un istituto che nel diritto romano, più precisamente nello ius civile, indicava la donazione di una certa quantità di beni (inizialmente solo una somma di denaro, più avanti anche servi e immobili) che il dominus (avente potestà) metteva a disposizione del filius o del servus (soggetti a potestà).
Costoro, essendo privi di capacità giuridica ma dotati di una seppur parziale capacità di agire, non potevano disporre di beni propri ma potevano porre in essere atti giuridicamente rilevanti i cui effetti erano direttamente imputati nella sfera giuridica dell'avente potestà.

## Responsabilità deldominus
Per evitare che il dominus si trovasse a dover sopportare diminuzioni patrimoniali arrecate dall'agire dei soggetti a potestà, presto si ammise che coloro i quali agivano in forza di un peculio potessero porre in essere solo atti che migliorassero la situazione patrimoniale dell'avente potestà la cui responsabilità, per gli atti compiuti dal servo o dal figlio, era tendenzialmente limitata al solo peculio. 
Ciò poteva essere fonte di incertezza nei rapporti giuridici patrimoniali tra soggetti di diritto: per evitare tale inconveniente, contrario alla stessa ratio dell'istituto del peculio (favorire gli scambi commerciali e snellire le procedure inerenti al trasferimento di diritti reali), e per tutelare i terzi che ponessero in essere negozi giuridici con gli altrui soggetti a potestà, si previdero delle actiones a tutela dei terzi creditori da esercitarsi in via nossale contro il dominus avente potestà.
La più importante di queste era l'actio de peculio con la quale si chiedeva al dominus di adempiere alle obbligazioni  contratte dai sottoposti nei limiti del peculium.
La responsabilità del padrone poteva estendersi oltre i limiti del peculium nel caso in cui il servo o il figlio avessero agito per ordine (iussu) del dominus o in casi particolari (servo posto al comando di una nave da un armatore, a gestire una bottega) e in ogni caso quando il dominus traeva beneficio dall'affare nei limiti del suo profitto.
Il servo poteva avere a sua volta dei servi vicarii, suoi sottoposti, a cui, se voleva, metteva a loro disposizione un peculium (logicamente più piccolo del proprio).
Sebbene il peculium fosse giuridicamente di proprietà del padrone, e dunque questi potesse in ogni momento privarne il servo (ma anche il figlio), di fatto esso assumeva talvolta dimensioni tanto considerevoli da consentire allo schiavo di riscattare con esso la propria libertà.